# Liste der Orte im Landkreis Prignitz

Wappen des Kreises

Diese Liste enthält Siedlungen und Orte des Landkreises Prignitz in Brandenburg. Zusätzlich angegeben sind die Art der Gemeinde und die übergeordnete Einheit. Durch Klicken auf das quadratische Symbol in der Titelzeile kann die Liste nach den einzelnen Parametern sortiert werden.
Grundlage für die Angaben sind die beim Online-Dienstleistungsportal des Landes Brandenburg abrufbaren Daten (Stand. 1. Januar 2009). 382 Siedlungen sind in dieser Liste aufgenommen.

## Liste
| Ort                  | Art          | übergeordnete Einheit                   |
| -------------------- | ------------ | --------------------------------------- |
| Abbendorf            | Gemeindeteil | Amt Bad Wilsnack/Weisen Rühstädt        |
| Alt Eldenburg        | Wohnplatz    | Amt Lenzen-Elbtalaue Lenzen (Elbe)      |
| Alt Gramzow          | Wohnplatz    | Perleberg                               |
| Alt Krüssow          | Ortsteil     | Pritzwalk                               |
| Arnoldsruh           | Wohnplatz    | Amt Bad Wilsnack/Weisen Bad Wilsnack    |
| Ausbau               | Wohnplatz    | Groß Pankow (Prignitz)                  |
| Ausbau               | Wohnplatz    | Gumtow                                  |
| Ausbau               | Wohnplatz    | Amt Meyenburg Kümmernitztal             |
| Ausbau               | Wohnplatz    | Amt Putlitz-Berge Gülitz-Reetz          |
| Ausbau               | Wohnplatz    | Amt Putlitz-Berge Pirow                 |
| Ausbau Nord          | Wohnplatz    | Plattenburg                             |
| Baarz                | Gemeindeteil | Amt Lenzen-Elbtalaue Lenzerwische       |
| Babekuhl             | Gemeindeteil | Amt Lenzen-Elbtalaue Lanz               |
| Bäckern              | Gemeindeteil | Amt Lenzen-Elbtalaue Lenzen (Elbe)      |
| Bad Wilsnack         | Stadt        | Amt Bad Wilsnack/Weisen Bad Wilsnack    |
| Baek                 | Ortsteil     | Groß Pankow (Prignitz)                  |
| Bahnhof Wutike       | Wohnplatz    | Gumtow                                  |
| Bälow                | Gemeindeteil | Amt Bad Wilsnack/Weisen Rühstädt        |
| Bärensprung          | Gemeindeteil | Gumtow                                  |
| Barenthin            | Ortsteil     | Gumtow                                  |
| Barenthin Abbau      | Wohnplatz    | Gumtow                                  |
| Barenthin Ausbau     | Wohnplatz    | Gumtow                                  |
| Bärwinkel            | Wohnplatz    | Amt Lenzen-Elbtalaue Lanz               |
| Beckenthin           | Gemeindeteil | Gumtow                                  |
| Bendelin             | Ortsteil     | Plattenburg                             |
| Bentwisch            | Ortsteil     | Wittenberge                             |
| Berge                | Gemeindeteil | Amt Putlitz-Berge Berge                 |
| Berge                | Gemeinde     | Amt Putlitz-Berge Berge                 |
| Berghöfe             | Wohnplatz    | Wittenberge                             |
| Bergsoll             | Gemeindeteil | Amt Meyenburg Meyenburg                 |
| Bernheide            | Gemeindeteil | Amt Lenzen-Elbtalaue Lanz               |
| Besandten            | Gemeindeteil | Amt Lenzen-Elbtalaue Lenzerwische       |
| Beveringen           | Ortsteil     | Pritzwalk                               |
| Biesterholz          | Wohnplatz    | Pritzwalk                               |
| Birkenfelde          | Wohnplatz    | Pritzwalk                               |
| Birkholz             | Gemeindeteil | Karstädt                                |
| Blüthen              | Ortsteil     | Karstädt                                |
| Boberow              | Ortsteil     | Karstädt                                |
| Boddin               | Gemeindeteil | Groß Pankow (Prignitz)                  |
| Boddin-Langnow       | Ortsteil     | Groß Pankow (Prignitz)                  |
| Bölzke               | Wohnplatz    | Pritzwalk                               |
| Bootz                | Gemeindeteil | Karstädt                                |
| Breese               | Gemeinde     | Amt Bad Wilsnack/Weisen Breese          |
| Breetz               | Gemeindeteil | Amt Lenzen-Elbtalaue Lenzen (Elbe)      |
| Breitenfeld          | Gemeindeteil | Gumtow                                  |
| Bresch               | Gemeindeteil | Amt Putlitz-Berge Pirow                 |
| Brügge               | Gemeindeteil | Amt Meyenburg Halenbeck-Rohlsdorf       |
| Brügge-Ausbau        | Wohnplatz    | Amt Meyenburg Halenbeck-Rohlsdorf       |
| Brünkendorf          | Gemeindeteil | Groß Pankow (Prignitz)                  |
| Brüsenhagen          | Gemeindeteil | Gumtow                                  |
| Brüsenhagen-Berg     | Wohnplatz    | Gumtow                                  |
| Buchholz             | Ortsteil     | Pritzwalk                               |
| Buckow               | Ortsteil     | Amt Meyenburg Kümmernitztal             |
| Buddenhagen          | Gemeindeteil | Amt Meyenburg Meyenburg                 |
| Bullendorf           | Gemeindeteil | Groß Pankow (Prignitz)                  |
| Burghagen            | Gemeindeteil | Plattenburg                             |
| Burow                | Gemeindeteil | Amt Putlitz-Berge Pirow                 |
| Burow Ausbau         | Wohnplatz    | Amt Putlitz-Berge Pirow                 |
| Cumlosen             | Gemeinde     | Amt Lenzen-Elbtalaue Cumlosen           |
| Dallmin              | Ortsteil     | Karstädt                                |
| Dannenwalde          | Ortsteil     | Gumtow                                  |
| Dannhof              | Gemeindeteil | Groß Pankow (Prignitz)                  |
| Dargardt             | Gemeindeteil | Karstädt                                |
| Demerthin            | Ortsteil     | Gumtow                                  |
| Dergenthin           | Ortsteil     | Perleberg                               |
| Döllen               | Ortsteil     | Gumtow                                  |
| Düpow                | Ortsteil     | Perleberg                               |
| Eggersdorf           | Wohnplatz    | Pritzwalk                               |
| Eldenburg            | Gemeindeteil | Amt Lenzen-Elbtalaue Lenzen (Elbe)      |
| Ellershagen          | Gemeindeteil | Amt Meyenburg Halenbeck-Rohlsdorf       |
| Ellershagen Ausbau   | Wohnplatz    | Amt Meyenburg Halenbeck-Rohlsdorf       |
| Falkenhagen          | Ortsteil     | Pritzwalk                               |
| Felsenhagen          | Gemeindeteil | Amt Meyenburg Kümmernitztal             |
| Ferbitz              | Gemeindeteil | Amt Lenzen-Elbtalaue Lanz               |
| Feuerherdshof        | Wohnplatz    | Plattenburg                             |
| Frehne               | Ortsteil     | Amt Meyenburg Marienfließ               |
| Friedheim            | Gemeindeteil | Gumtow                                  |
| Friedrichswalde      | Wohnplatz    | Plattenburg                             |
| Gaarz                | Gemeindeteil | Amt Lenzen-Elbtalaue Lenzerwische       |
| Gadow                | Gemeindeteil | Amt Lenzen-Elbtalaue Lanz               |
| Gandow               | Gemeindeteil | Amt Lenzen-Elbtalaue Lenzen (Elbe)      |
| Garlin               | Ortsteil     | Karstädt                                |
| Garsedow             | Ortsteil     | Wittenberge                             |
| Garz                 | Gemeindeteil | Plattenburg                             |
| Gerdshagen           | Gemeinde     | Amt Meyenburg Gerdshagen                |
| Giesenhagen          | Gemeindeteil | Amt Meyenburg Gerdshagen                |
| Giesensdorf          | Ortsteil     | Pritzwalk                               |
| Glövzin              | Gemeindeteil | Karstädt                                |
| Glöwen               | Ortsteil     | Plattenburg                             |
| Gnevsdorf            | Gemeindeteil | Amt Bad Wilsnack/Weisen Rühstädt        |
| Görike               | Ortsteil     | Gumtow                                  |
| Gosedahl             | Wohnplatz    | Karstädt                                |
| Grabow               | Ortsteil     | Amt Meyenburg Kümmernitztal             |
| Gramzow              | Ortsteil     | Perleberg                               |
| Gramzower Mühle      | Wohnplatz    | Perleberg                               |
| Granzow              | Ortsteil     | Gumtow                                  |
| Grenzheim            | Gemeindeteil | Amt Putlitz-Berge Berge                 |
| Griffenhagen         | Gemeindeteil | Amt Meyenburg Meyenburg                 |
| Groß Breese          | Ortsteil     | Amt Bad Wilsnack/Weisen Breese          |
| Groß Buchholz        | Ortsteil     | Perleberg                               |
| Groß Gottschow       | Gemeindeteil | Plattenburg                             |
| Groß Langerwisch     | Gemeindeteil | Groß Pankow (Prignitz)                  |
| Groß Leppin          | Gemeindeteil | Plattenburg                             |
| Groß Linde           | Ortsteil     | Perleberg                               |
| Groß Lüben           | Gemeindeteil | Amt Bad Wilsnack/Weisen Bad Wilsnack    |
| Groß Pankow          | Ortsteil     | Groß Pankow (Prignitz)                  |
| Groß Warnow          | Ortsteil     | Karstädt                                |
| Groß Welle           | Ortsteil     | Gumtow                                  |
| Groß Werzin          | Gemeindeteil | Plattenburg                             |
| Groß Woltersdorf     | Ortsteil     | Groß Pankow (Prignitz)                  |
| Grube                | Ortsteil     | Amt Bad Wilsnack/Weisen Bad Wilsnack    |
| Guhlsdorf            | Gemeindeteil | Groß Pankow (Prignitz)                  |
| Gülitz               | Gemeindeteil | Amt Putlitz-Berge Gülitz-Reetz          |
| Gülitz-Reetz         | Gemeinde     | Amt Putlitz-Berge Gülitz-Reetz          |
| Gulow                | Gemeindeteil | Groß Pankow (Prignitz)                  |
| Gulow-Steinberg      | Ortsteil     | Groß Pankow (Prignitz)                  |
| Gumtow               | Ortsteil     | Gumtow                                  |
| Haaren               | Gemeindeteil | Amt Bad Wilsnack/Weisen Bad Wilsnack    |
| Halenbeck            | Gemeindeteil | Amt Meyenburg Halenbeck-Rohlsdorf       |
| Halenbeck-Rohlsdorf  | Gemeinde     | Amt Meyenburg Halenbeck-Rohlsdorf       |
| Hasenwinkel          | Wohnplatz    | Pritzwalk                               |
| Heidelberg           | Gemeindeteil | Groß Pankow (Prignitz)                  |
| Heidelberger Mühle   | Wohnplatz    | Groß Pankow (Prignitz)                  |
| Heinzhof             | Wohnplatz    | Gumtow                                  |
| Hellburg             | Gemeindeteil | Groß Pankow (Prignitz)                  |
| Helle                | Ortsteil     | Groß Pankow (Prignitz)                  |
| Henningshof          | Wohnplatz    | Perleberg                               |
| Hermannshof          | Wohnplatz    | Wittenberge                             |
| Hinzdorf             | Ortsteil     | Wittenberge                             |
| Hochheim             | Wohnplatz    | Amt Putlitz-Berge Putlitz               |
| Hohenvier            | Gemeindeteil | Groß Pankow (Prignitz)                  |
| Hoppenrade           | Ortsteil     | Plattenburg                             |
| Horst                | Gemeindeteil | Groß Pankow (Prignitz)                  |
| Hülsebeck            | Ortsteil     | Amt Putlitz-Berge Pirow                 |
| Ilenpuhl             | Wohnplatz    | Pritzwalk                               |
| Jackel               | Gemeindeteil | Amt Bad Wilsnack/Weisen Bad Wilsnack    |
| Jagel                | Gemeindeteil | Amt Lenzen-Elbtalaue Lanz               |
| Jakobsdorf           | Gemeindeteil | Amt Putlitz-Berge Putlitz               |
| Jännersdorf          | Ortsteil     | Amt Meyenburg Marienfließ               |
| Kahlhorst            | Wohnplatz    | Plattenburg                             |
| Kahlhorst            | Wohnplatz    | Plattenburg                             |
| Kaltenhof            | Gemeindeteil | Karstädt                                |
| Kammermark           | Wohnplatz    | Pritzwalk                               |
| Kampehl              | Wohnplatz    | Amt Bad Wilsnack/Weisen Bad Wilsnack    |
| Karlshof             | Gemeindeteil | Amt Putlitz-Berge Putlitz               |
| Karlsruhe            | Wohnplatz    | Plattenburg                             |
| Karstädt             | Ortsteil     | Karstädt                                |
| Karthan              | Gemeindeteil | Amt Bad Wilsnack/Weisen Bad Wilsnack    |
| Karwe                | Gemeindeteil | Karstädt                                |
| Kathfelder Mühle     | Wohnplatz    | Pritzwalk                               |
| Kehrberg             | Ortsteil     | Groß Pankow (Prignitz)                  |
| Kemnitz              | Ortsteil     | Pritzwalk                               |
| Kiebitzberg          | Wohnplatz    | Pritzwalk                               |
| Kietz                | Gemeindeteil | Amt Lenzen-Elbtalaue Lenzerwische       |
| Kleeste              | Gemeindeteil | Amt Putlitz-Berge Berge                 |
| Klein Gottschow      | Ortsteil     | Groß Pankow (Prignitz)                  |
| Klein Leppin         | Gemeindeteil | Plattenburg                             |
| Klein Linde          | Gemeindeteil | Groß Pankow (Prignitz)                  |
| Klein Lüben          | Gemeindeteil | Amt Bad Wilsnack/Weisen Bad Wilsnack    |
| Klein Schönhagen     | Gemeindeteil | Gumtow                                  |
| Klein Sterbitz       | Wohnplatz    | Amt Lenzen-Elbtalaue Lenzen (Elbe)      |
| Klein Triglitz       | Gemeindeteil | Amt Putlitz-Berge Triglitz              |
| Klein Warnow         | Gemeindeteil | Karstädt                                |
| Klein Welle          | Wohnplatz    | Plattenburg                             |
| Klein Woltersdorf    | Gemeindeteil | Groß Pankow (Prignitz)                  |
| Klein Wootz          | Wohnplatz    | Amt Lenzen-Elbtalaue Lenzerwische       |
| Kleinow              | Ortsteil     | Plattenburg                             |
| Kleinower Ziegelei   | Wohnplatz    | Plattenburg                             |
| Klenzenhof           | Gemeindeteil | Groß Pankow (Prignitz)                  |
| Kletzke              | Ortsteil     | Plattenburg                             |
| Klockow              | Gemeindeteil | Karstädt                                |
| Kolonie              | Wohnplatz    | Karstädt                                |
| Kolonie              | Wohnplatz    | Perleberg                               |
| Kolrep               | Ortsteil     | Gumtow                                  |
| Kolrep Ausbau        | Wohnplatz    | Gumtow                                  |
| Konikow              | Wohnplatz    | Amt Putlitz-Berge Putlitz               |
| Könkendorf           | Wohnplatz    | Pritzwalk                               |
| Koppel               | Wohnplatz    | Pritzwalk                               |
| Krampfer             | Ortsteil     | Plattenburg                             |
| Krams                | Gemeindeteil | Gumtow                                  |
| Krempendorf          | Ortsteil     | Amt Meyenburg Marienfließ               |
| Kreuzburg            | Gemeindeteil | Groß Pankow (Prignitz)                  |
| Kreuzkrug            | Wohnplatz    | Gumtow                                  |
| Kribbe               | Ortsteil     | Karstädt                                |
| Krumbeck             | Gemeindeteil | Amt Putlitz-Berge Putlitz               |
| Kuckuk               | Wohnplatz    | Pritzwalk                               |
| Kuhberg              | Wohnplatz    | Wittenberge                             |
| Kuhbier              | Ortsteil     | Groß Pankow (Prignitz)                  |
| Kuhblank             | Gemeindeteil | Amt Bad Wilsnack/Weisen Breese          |
| Kuhsdorf             | Ortsteil     | Groß Pankow (Prignitz)                  |
| Kunow                | Ortsteil     | Gumtow                                  |
| Kuwalk               | Gemeindeteil | Amt Meyenburg Marienfließ               |
| Laaske               | Ortsteil     | Amt Putlitz-Berge Putlitz               |
| Laaslich             | Ortsteil     | Karstädt                                |
| Langhof              | Wohnplatz    | Pritzwalk                               |
| Langnow              | Gemeindeteil | Groß Pankow (Prignitz)                  |
| Lanken               | Wohnplatz    | Amt Bad Wilsnack/Weisen Bad Wilsnack    |
| Lanz                 | Gemeinde     | Amt Lenzen-Elbtalaue Lanz               |
| Legde                | Gemeindeteil | Amt Bad Wilsnack/Weisen Legde/Quitzöbel |
| Legde/Quitzöbel      | Gemeinde     | Amt Bad Wilsnack/Weisen Legde/Quitzöbel |
| Lennewitz            | Gemeindeteil | Amt Bad Wilsnack/Weisen Legde/Quitzöbel |
| Lenzen (Elbe)        | Stadt        | Amt Lenzen-Elbtalaue Lenzen (Elbe)      |
| Lenzersilge          | Gemeindeteil | Karstädt                                |
| Lenzerwische         | Gemeinde     | Amt Lenzen-Elbtalaue Lenzerwische       |
| Leuengarten          | Wohnplatz    | Amt Lenzen-Elbtalaue Lenzen (Elbe)      |
| Lindenberg           | Ortsteil     | Groß Pankow (Prignitz)                  |
| Lindenberg           | Ortsteil     | Wittenberge                             |
| Lockstädt            | Ortsteil     | Amt Putlitz-Berge Putlitz               |
| Lübzow               | Ortsteil     | Perleberg                               |
| Lübzow Ausbau        | Wohnplatz    | Perleberg                               |
| Luggendorf           | Gemeindeteil | Groß Pankow (Prignitz)                  |
| Luisenhof            | Wohnplatz    | Gumtow                                  |
| Lütjenheide          | Ortsteil     | Wittenberge                             |
| Lütkendorf           | Ortsteil     | Amt Putlitz-Berge Putlitz               |
| Lütkenwisch          | Gemeindeteil | Amt Lenzen-Elbtalaue Lanz               |
| Mankmuß              | Ortsteil     | Karstädt                                |
| Mansfeld             | Ortsteil     | Amt Putlitz-Berge Putlitz               |
| Margarethental       | Wohnplatz    | Karstädt                                |
| Mellen               | Gemeindeteil | Amt Lenzen-Elbtalaue Lenzen (Elbe)      |
| Mertensdorf          | Ortsteil     | Amt Putlitz-Berge Triglitz              |
| Mesekow              | Gemeindeteil | Karstädt                                |
| Mesendorf            | Ortsteil     | Pritzwalk                               |
| Meyenburg            | Stadt        | Amt Meyenburg Meyenburg                 |
| Minnashöh            | Wohnplatz    | Gumtow                                  |
| Mittelhorst          | Wohnplatz    | Amt Lenzen-Elbtalaue Lanz               |
| Mittelmühle          | Wohnplatz    | Pritzwalk                               |
| Mödlich              | Gemeindeteil | Amt Lenzen-Elbtalaue Lenzerwische       |
| Mollnitz             | Gemeindeteil | Amt Putlitz-Berge Pirow                 |
| Moor                 | Gemeindeteil | Amt Lenzen-Elbtalaue Lenzen (Elbe)      |
| Motrich              | Gemeindeteil | Amt Lenzen-Elbtalaue Cumlosen           |
| Müggendorf           | Gemeindeteil | Amt Lenzen-Elbtalaue Cumlosen           |
| Muggerkuhl           | Gemeindeteil | Amt Putlitz-Berge Berge                 |
| Nausdorf             | Gemeindeteil | Amt Lenzen-Elbtalaue Lenzen (Elbe)      |
| Nebelin              | Ortsteil     | Karstädt                                |
| Nettelbeck           | Ortsteil     | Amt Putlitz-Berge Putlitz               |
| Netzow               | Ortsteil     | Plattenburg                             |
| Neu Falkenhagen      | Wohnplatz    | Pritzwalk                               |
| Neu Giesenhagen      | Wohnplatz    | Amt Meyenburg Gerdshagen                |
| Neu Hohenvier        | Wohnplatz    | Groß Pankow (Prignitz)                  |
| Neu Kemnitz          | Wohnplatz    | Pritzwalk                               |
| Neu Kleinow          | Wohnplatz    | Plattenburg                             |
| Neu Krüssow          | Wohnplatz    | Pritzwalk                               |
| Neu Pinnow           | Wohnplatz    | Karstädt                                |
| Neu Redlin           | Gemeindeteil | Amt Meyenburg Marienfließ               |
| Neu Rohlsdorf        | Wohnplatz    | Groß Pankow (Prignitz)                  |
| Neu Sagast           | Gemeindeteil | Amt Putlitz-Berge Putlitz               |
| Neu Schrepkow        | Gemeindeteil | Gumtow                                  |
| Neu Silmersdorf      | Gemeindeteil | Amt Putlitz-Berge Triglitz              |
| Neudorf              | Gemeindeteil | Groß Pankow (Prignitz)                  |
| Neue Mühle           | Wohnplatz    | Perleberg                               |
| Neuhausen            | Wohnplatz    | Pritzwalk                               |
| Neuhausen            | Gemeindeteil | Amt Putlitz-Berge Berge                 |
| Neuhof               | Gemeindeteil | Karstädt                                |
| Neuhof               | Wohnplatz    | Pritzwalk                               |
| Neuhof Ausbau        | Wohnplatz    | Karstädt                                |
| Neuhof Mollnitz      | Wohnplatz    | Karstädt                                |
| Neu-Premslin         | Gemeindeteil | Karstädt                                |
| Penzlin              | Gemeindeteil | Amt Meyenburg Meyenburg                 |
| Penzlin-Süd          | Gemeindeteil | Amt Meyenburg Meyenburg                 |
| Perleberg            | Stadt        | Perleberg                               |
| Perlhof              | Wohnplatz    | Perleberg                               |
| Pinnow               | Gemeindeteil | Karstädt                                |
| Pirow                | Gemeindeteil | Amt Putlitz-Berge Pirow                 |
| Platenhof            | Wohnplatz    | Perleberg                               |
| Plattenburg          | Gemeindeteil | Plattenburg                             |
| Ponitz               | Gemeindeteil | Plattenburg                             |
| Porep                | Ortsteil     | Amt Putlitz-Berge Putlitz               |
| Postlin              | Gemeindeteil | Karstädt                                |
| Preddöhl             | Ortsteil     | Amt Meyenburg Kümmernitztal             |
| Premslin             | Ortsteil     | Karstädt                                |
| Pritzwalk            | Stadt        | Pritzwalk                               |
| Pröttlin             | Ortsteil     | Karstädt                                |
| Putlitz              | Stadt        | Amt Putlitz-Berge Putlitz               |
| Putlitz              | Ortsteil     | Amt Putlitz-Berge Putlitz               |
| Quitzöbel            | Gemeindeteil | Amt Bad Wilsnack/Weisen Legde/Quitzöbel |
| Quitzow              | Ortsteil     | Perleberg                               |
| Rambow               | Gemeindeteil | Amt Lenzen-Elbtalaue Lenzen (Elbe)      |
| Rambow               | Gemeindeteil | Plattenburg                             |
| Rapshagen            | Gemeindeteil | Amt Meyenburg Gerdshagen                |
| Reckenthin           | Gemeindeteil | Groß Pankow (Prignitz)                  |
| Reckenzin            | Ortsteil     | Karstädt                                |
| Reetz                | Gemeindeteil | Amt Putlitz-Berge Gülitz-Reetz          |
| Retzin               | Ortsteil     | Groß Pankow (Prignitz)                  |
| Ritt Utt             | Wohnplatz    | Amt Putlitz-Berge Putlitz               |
| Roddan               | Gemeindeteil | Amt Bad Wilsnack/Weisen Legde/Quitzöbel |
| Rohlsdorf            | Gemeindeteil | Groß Pankow (Prignitz)                  |
| Rohlsdorf            | Gemeindeteil | Amt Meyenburg Halenbeck-Rohlsdorf       |
| Rosensdorf           | Wohnplatz    | Amt Lenzen-Elbtalaue Lenzerwische       |
| Rosenhagen           | Ortsteil     | Perleberg                               |
| Röskendorf           | Wohnplatz    | Amt Putlitz-Berge Putlitz               |
| Rudow                | Wohnplatz    | Amt Lenzen-Elbtalaue Lenzen (Elbe)      |
| Rühstädt             | Gemeinde     | Amt Bad Wilsnack/Weisen Rühstädt        |
| Sadenbeck            | Ortsteil     | Pritzwalk                               |
| Sagast               | Ortsteil     | Amt Putlitz-Berge Putlitz               |
| Sandkrug             | Wohnplatz    | Rühstädt                                |
| Sargleben            | Gemeindeteil | Karstädt                                |
| Sarnow               | Wohnplatz    | Pritzwalk                               |
| Schabernack          | Gemeindeteil | Amt Meyenburg Meyenburg                 |
| Schadebeuster        | Ortsteil     | Wittenberge                             |
| Scharleuk            | Gemeindeteil | Amt Bad Wilsnack/Weisen Bad Wilsnack    |
| Schilde              | Gemeindeteil | Amt Bad Wilsnack/Weisen Weisen          |
| Schmarsow            | Gemeindeteil | Amt Putlitz-Berge Triglitz              |
| Schmolde             | Ortsteil     | Amt Meyenburg Meyenburg                 |
| Schönebeck           | Ortsteil     | Gumtow                                  |
| Schönfeld            | Ortsteil     | Perleberg                               |
| Schönhagen           | Ortsteil     | Gumtow                                  |
| Schönhagen           | Ortsteil     | Pritzwalk                               |
| Schönhagener Mühle   | Wohnplatz    | Pritzwalk                               |
| Schönholz            | Gemeindeteil | Amt Putlitz-Berge Gülitz-Reetz          |
| Schrepkow            | Ortsteil     | Gumtow                                  |
| Schwanensee          | Wohnplatz    | Plattenburg                             |
| Seddin               | Ortsteil     | Groß Pankow (Prignitz)                  |
| Seedorf              | Gemeindeteil | Amt Lenzen-Elbtalaue Lenzen (Elbe)      |
| Seefeld              | Ortsteil     | Pritzwalk                               |
| Seetz                | Gemeindeteil | Karstädt                                |
| Semlin               | Wohnplatz    | Karstädt                                |
| Siedlung an der Bahn | Wohnplatz    | Karstädt                                |
| Sigrön               | Gemeindeteil | Amt Bad Wilsnack/Weisen Bad Wilsnack    |
| Silmersdorf          | Ortsteil     | Amt Putlitz-Berge Triglitz              |
| Simonshagen          | Gemeindeteil | Groß Pankow (Prignitz)                  |
| Simonshof            | Wohnplatz    | Amt Putlitz-Berge Berge                 |
| Söllenthin           | Gemeindeteil | Plattenburg                             |
| Spiegelhagen         | Ortsteil     | Perleberg                               |
| Spielhagen           | Gemeindeteil | Gumtow                                  |
| Stadtheide           | Wohnplatz    | Amt Putlitz-Berge Putlitz               |
| Stavenow             | Gemeindeteil | Karstädt                                |
| Steffenshagen        | Ortsteil     | Pritzwalk                               |
| Steinberg            | Gemeindeteil | Groß Pankow (Prignitz)                  |
| Steinberg            | Wohnplatz    | Gumtow                                  |
| Steinfeld            | Wohnplatz    | Amt Putlitz-Berge Putlitz               |
| Stepenitz            | Ortsteil     | Amt Meyenburg Marienfließ               |
| Sterbitz             | Wohnplatz    | Amt Lenzen-Elbtalaue Lenzen (Elbe)      |
| Stölkenplan          | Wohnplatz    | Plattenburg                             |
| Stolpe               | Wohnplatz    | Amt Meyenburg Marienfließ               |
| Storbeckshof         | Gemeindeteil | Plattenburg                             |
| Streckenthin         | Wohnplatz    | Pritzwalk                               |
| Streesow             | Gemeindeteil | Karstädt                                |
| Strehlen             | Gemeindeteil | Karstädt                                |
| Strigleben           | Gemeindeteil | Groß Pankow (Prignitz)                  |
| Struck               | Gemeindeteil | Amt Meyenburg Gerdshagen                |
| Sükow                | Ortsteil     | Perleberg                               |
| Tacken               | Ortsteil     | Groß Pankow (Prignitz)                  |
| Tangendorf           | Gemeindeteil | Groß Pankow (Prignitz)                  |
| Tangendorf-Hohenvier | Ortsteil     | Groß Pankow (Prignitz)                  |
| Telschow             | Gemeindeteil | Amt Putlitz-Berge Putlitz               |
| Telschow-Weitgendorf | Ortsteil     | Amt Putlitz-Berge Putlitz               |
| Tiefenthal           | Wohnplatz    | Karstädt                                |
| Triglitz             | Ortsteil     | Amt Putlitz-Berge Triglitz              |
| Tüchen               | Ortsteil     | Groß Pankow (Prignitz)                  |
| Uenze                | Gemeindeteil | Plattenburg                             |
| Unbesandten          | Gemeindeteil | Amt Lenzen-Elbtalaue Lenzerwische       |
| Vahrnow              | Wohnplatz    | Amt Putlitz-Berge Gülitz-Reetz          |
| Vehlin               | Ortsteil     | Gumtow                                  |
| Vehlow               | Ortsteil     | Gumtow                                  |
| Vettin               | Ortsteil     | Groß Pankow (Prignitz)                  |
| Viesecke             | Ortsteil     | Plattenburg                             |
| Voßberg              | Wohnplatz    | Pritzwalk                               |
| Waldhaus             | Wohnplatz    | Amt Bad Wilsnack/Weisen Weisen          |
| Waldhof              | Gemeindeteil | Amt Putlitz-Berge Pirow                 |
| Waldsiedlung         | Wohnplatz    | Perleberg                               |
| Wallhöfe             | Wohnplatz    | Wittenberge                             |
| Warnsdorf            | Gemeindeteil | Amt Meyenburg Halenbeck-Rohlsdorf       |
| Waterloo             | Gemeindeteil | Karstädt                                |
| Wegemühle            | Wohnplatz    | Pritzwalk                               |
| Wehrwärterhaus       | Wohnplatz    | Amt Bad Wilsnack/Weisen Legde/Quitzöbel |
| Weisen               | Gemeinde     | Amt Bad Wilsnack/Weisen Weisen          |
| Weitgendorf          | Gemeindeteil | Amt Putlitz-Berge Putlitz               |
| Weitgendorf-Ausbau   | Wohnplatz    | Amt Putlitz-Berge Putlitz               |
| Welle-Kurier         | Wohnplatz    | Gumtow                                  |
| Wendisch Warnow      | Wohnplatz    | Karstädt                                |
| Wentdorf             | Gemeindeteil | Amt Lenzen-Elbtalaue Cumlosen           |
| Wilmersdorf          | Ortsteil     | Pritzwalk                               |
| Wittenberge          | Stadt        | Wittenberge                             |
| Wittmoor             | Gemeindeteil | Karstädt                                |
| Wolfshagen           | Ortsteil     | Groß Pankow (Prignitz)                  |
| Wootz                | Gemeindeteil | Amt Lenzen-Elbtalaue Lenzerwische       |
| Wüsten Vahrnow       | Gemeindeteil | Amt Putlitz-Berge Gülitz-Reetz          |
| Wüsten-Buchholz      | Ortsteil     | Perleberg                               |
| Wustrow              | Gemeindeteil | Amt Lenzen-Elbtalaue Lanz               |
| Wutike               | Ortsteil     | Gumtow                                  |
| Zapel                | Gemeindeteil | Karstädt                                |
| Zarenthin            | Gemeindeteil | Gumtow                                  |
| Zarenthin Ausbau     | Wohnplatz    | Gumtow                                  |
| Zernikow             | Gemeindeteil | Plattenburg                             |
| Zichtow              | Gemeindeteil | Plattenburg                             |
| Ziegelei             | Wohnplatz    | Karstädt                                |
| Ziegelei             | Wohnplatz    | Meyenburg                               |
| Ziegelei             | Wohnplatz    | Rühstädt                                |
| Ziegelhof            | Wohnplatz    | Amt Lenzen-Elbtalaue Lenzen (Elbe)      |
| Zieskenbachmühle     | Wohnplatz    | Amt Putlitz-Berge Putlitz               |
| Zwischendeich        | Ortsteil     | Wittenberge                             |